# Eskadrona

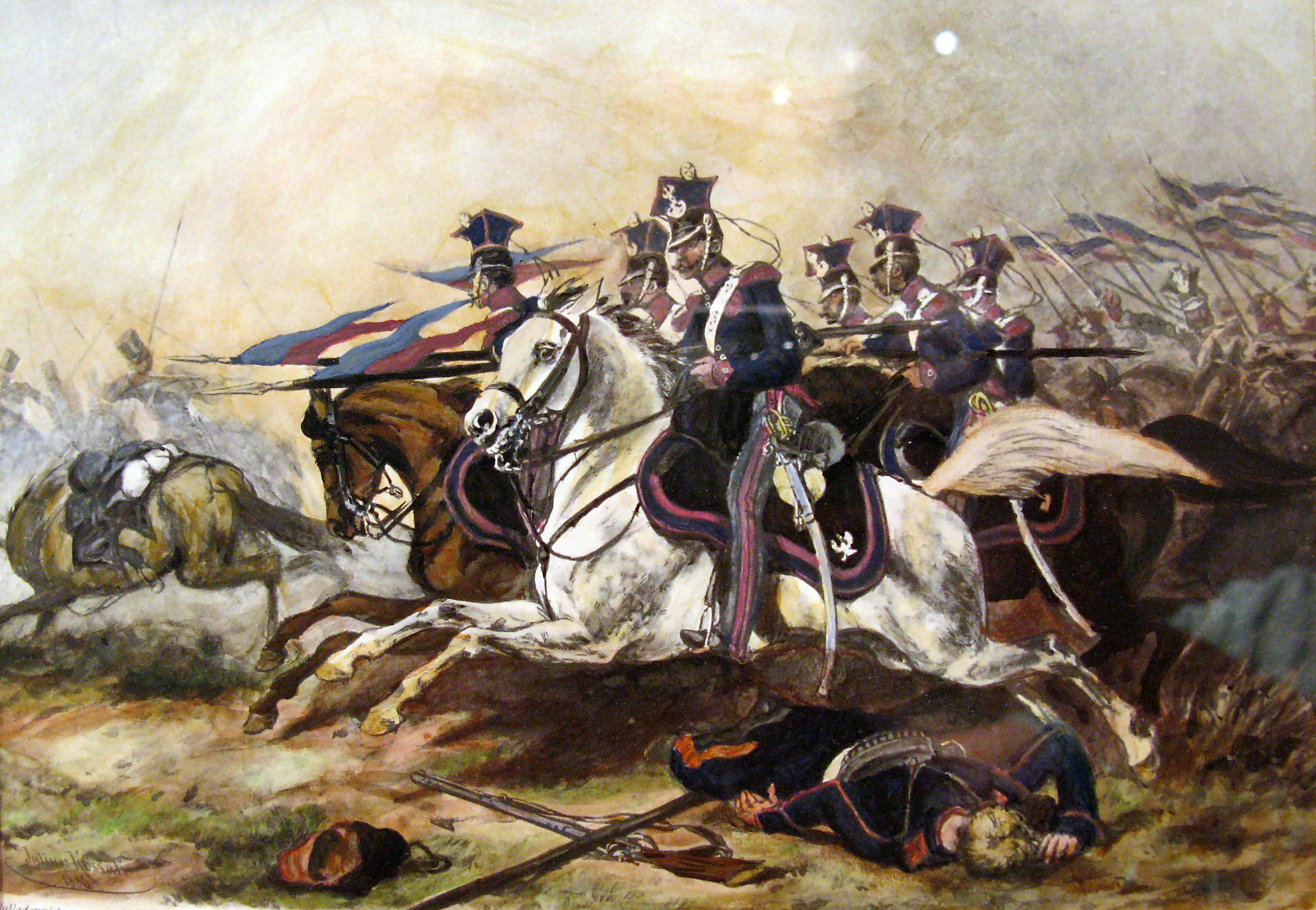
Polská eskadrona, 1830–31

Eskadrona (také švadrona) je označení pro jednotku vojenského jezdectva na úrovni roty. Původně výraz eskadrona označoval bojový houf ve tvaru čtverce (italsky squadra). V moderních armádách se toto označení používá i pro jiné jednotky, které navazují na tradici kavalérií, např. tankové jednotky.